# Gaio Ceionio Rufio Volusiano (console 311)
Gaio Ceionio Rufio Volusiano (in latino Gaius Ceionius Rufius Volusianus; fl. 281-315) è stato un politico e generale romano di età imperiale.

## Biografia
All'inizio della carriera, Volusiano, che aveva il rango di vir clarissimus, fu due volte corrector Italiae, governatore dell'Italia, per un totale di otto anni dal 279/283 al 287/291; durante il secondo mandato eresse a Pozzuoli un monumento dedicato all'imperatore Carino, probabilmente a seguito del rinnovo della carica.
Nel 305-307 fu ricoprì la carica di proconsole d'Africa; la nomina venne dall'augusto d'Occidente Massimiano Erculio o dal suo cesare Costanzo I.
Volusiano si trovava probabilmente a Cartagine quando, a seguito della morte di Costanzo Cloro, subentrato a Massimiano, a Roma si ribellò Massenzio, figlio di Massimiano. Volusiano si schierò dalla parte dell'usurpatore. 
Le ragioni per le quali un aristocratico come Volusiano scelse di schierarsi dalla parte di Massenzio sono molteplici: Massenzio era figlio di un imperatore e dunque probabilmente più vicino dell'augusto d'Oriente Galerio alle posizioni dell'aristocrazia; inoltre intendeva risiedere a Roma, non in una lontana capitale; infine, Galerio progettava di estendere a Roma la pesante tassazione riservata al resto dell'Impero, provvedimento che avrebbe ovviamente colpito gli aristocratici.
A sua volta Massenzio compì un gesto significativo scegliendo come suo prefetto del pretorio l'aristocratico Rufio Volusiano (così è ricordato dalle fonti - Aurelio Vittore, Cesari, 40.17-19, 40.28, e Zosimo, Storia nuova, II.14 - quando si parla della sua prefettura pretoriana): da una parte questa scelta rompeva la tradizione, che risaliva all'imperatore Augusto, di scegliere il prefetto del pretorio dai ranghi dell'ordine equestre; dall'altra poneva un personaggio esperto nell'amministrazione civile, e non militare, a capo delle coorti pretoriane, mentre dall'epoca di Gallieno (metà del III secolo) questo era un posto ricoperto da esperti generali; infine, le coorti pretorie erano le truppe più fedeli a disposizione di Massenzio, che l'avevano elevato alla porpora, e che lo difesero in ogni occasione, fino all'estremo sacrificio nella battaglia di Ponte Milvio (312) in cui Massenzio perse la vita e che segnò la fine dei pretoriani.
Dopo la morte del proprio padre Massimiano, nel 310 Massenzio inviò un contingente militare (verosimilmente composto anche da pretoriani) contro Lucio Domizio Alessandro, un usurpatore che gli si era ribellato contro in Africa nel 308. A capo del contingente fu messo Volusiano, che però fu affiancato dall'esperto generale Zenas. Volusiano assediò Alessandro a Cirta, lo catturò e mise a morte.
Massenzio premiò Volusiano per la felice impresa africana nominandolo praefectus urbi di Roma (rimase in carica dal 28 ottobre 310, giorno dei quinquennalia di Massinzio, al 28 ottobre 311) e poi console (settembre-dicembre 311).
Dopo la vittoria di Costantino I su Massenzio nella battaglia di Ponte Milvio (28 ottobre 312), terminata con la morte del figlio di Massimiano, la carriera di Volusiano non si interruppe: fu nominato comes di Costantino; ricoprì poi per la seconda volta la carica di praefectus urbi di Roma (8 dicembre 313-20 agosto 315), in occasione dei decennalia di Costantino e in congiunzione con la cognitio vice sacra; infine, fu nominato console per il 314.
Nel 314 eresse un monumento a Costantino all'interno del Foro di Traiano. 
L'iscrizione dedicatoria lo descrive come consul ordinarius e  praefectus urbi vice sacra iudicandis, senza indicare il fatto che si trattava del secondo incarico per entrambe le magistrature, tacendo dunque sulle cariche ricevute da Massenzio; una simile attenzione è prestata dagli anonimi committenti di un monumento dedicato a Volusiano nello stesso foro.
Volusiano sposò Nummia Albina, figlia del console del 263 Marco Nummio Ceionio Albino; suo figlio fu Ceionio Rufio Albino, console nel 335.